# Saison 2 de True Blood
Chronologie
Saison 1 Saison 3
Cet article présente les douze épisodes de la deuxième saison de la série télévisée américaine True Blood. Cette saison a été diffusée du 14 juin au 13 septembre 2009 sur HBO.

## Généralités
La série décrit la coexistence entre les humains et les vampires, récemment révélés à la face du monde : à la suite de la mise au point par des scientifiques japonais du True Blood, un sang synthétique, les vampires ont fait leur « coming out » à travers le monde, et tentent désormais de s'intégrer à la population.
C'est dans ce contexte que Sookie Stackhouse, une jeune serveuse télépathe, rencontre Bill Compton, un vampire de 173 ans dont elle est incapable d'entendre les pensées ; mais cette relation n'est pas vue d'un très bon œil dans la petite bourgade de Bon Temps, où le racisme anti-vampires augmente au fur et à mesure que les meurtres se succèdent.
Cette saison, qui comporte 12 épisodes, suit l'intrigue du deuxième volume Disparition à Dallas de la saga littéraire La Communauté du Sud.
Aux États-Unis, la série a été diffusée le dimanche, en première partie de soirée à 21h.

## Distribution

### Acteurs principaux
Note : Ici sont listés les acteurs crédités comme principaux dans cette saison.
- Anna Paquin (VF : Chloé Berthier) : Sookie Stackhouse
- Stephen Moyer (VF : Damien Boisseau) : Bill Compton
- Sam Trammell (VF : Alexis Victor) : Sam Merlotte
- Ryan Kwanten (VF : Axel Kiener) : Jason Stackhouse
- Rutina Wesley (VF : Sophie Riffont) : Tara Thornton
- Nelsan Ellis (VF : Lucien Jean-Baptiste) : Lafayette Reynolds
- Alexander Skarsgård (VF : Nessym Guétat) : Eric Northman
- Jim Parrack (VF : Francis Benoît) : Hoyt Fortenberry
- Chris Bauer (VF : Gilles Morvan) : Andy Bellefleur
- Carrie Preston (VF : Véronique Alycia) : Arlene Fowler
- William Sanderson (VF : Philippe Ariotti) : Bud Dearborne
- Todd Lowe (VF : Philippe Sollier) : Terry Bellefleur
- Mariana Klaveno (VF : Sandra Valentin) : Lorena Krasiki
- Michael McMillian (VF : Maël Davan-Soulas) : Steve Newlin
- Michelle Forbes (VF : Véronique Augereau) : Maryann Forester
- Mehcad Brooks (VF : Adrien Antoine) : Benedict « Eggs » Talley
- Anna Camp (VF : Karine Foviau) : Sarah Newlin
- Chris Coy (VF : Donald Reignoux) : Barry
- Ashley Jones (VF : Ingrid Donnadieu) : Daphne Landry

## Résumé
Maryann, une nouvelle arrivée mystérieuse, cause beaucoup de soucis à Sam Merlotte et entraîne les habitants de Bon Temps dans d'étranges rituels. Sookie apprend la disparition de Godric, le shérif-vampire de Dallas et créateur d'Eric Northman, qui parvient à la convaincre d'aller enquêter sur place avec Bill. Pendant ce temps, Jason rejoint l’Église de la Confrérie du Soleil, réputée pour sa haine envers les vampires, et en devient vite un élément prometteur.

## Liste des épisodes

### Épisode 1:Le Goût du sang
- États-Unis : 14 juin 2009 sur HBO
- Québec : 11 octobre 2009 sur Super Écran
- France : 1er décembre 2009 sur Orange Cinémax
- Suisse : 12 septembre 2010 sur TSR1[1]
- Belgique : sur Be TV

- États-Unis : 3,7 millions de téléspectateurs (première diffusion)[2]

### Épisode 2:Que la fête commence
- États-Unis : 21 juin 2009 sur HBO
- Québec : 18 octobre 2009 sur Super Écran
- France : 8 décembre 2009 sur Orange Cinémax
- Suisse : 19 septembre 2010 sur TSR1[3]
- Belgique : sur Be TV

- États-Unis : 3,41 millions de téléspectateurs (première diffusion)

### Épisode 3:Coup de griffe
- États-Unis : 28 juin 2009 sur HBO
- Québec : 25 octobre 2009 sur Super Écran
- France : 8 décembre 2009 sur Orange Cinémax
- Suisse : 26 septembre 2010 sur TSR1[4]
- Belgique : sur Be TV

- États-Unis : 3,7 millions de téléspectateurs (première diffusion)

### Épisode 4:D’un claquement de doigts
- États-Unis : 12 juillet 2009 sur HBO
- Québec : 1er novembre 2009 sur Super Écran
- France : 15 décembre 2009 sur Orange Cinémax
- Suisse : 3 octobre 2010 sur TSR1[5]
- Belgique : sur Be TV

- États-Unis : 3,9 millions de téléspectateurs (première diffusion)

### Épisode 5:Ne m’abandonne jamais
- États-Unis : 19 juillet 2009 sur HBO
- Québec : 8 novembre 2009 sur Super Écran
- France : 15 décembre 2009 sur Orange Cinémax
- Suisse : 10 octobre 2010 sur TSR1[6]
- Belgique : sur Be TV

- États-Unis : 3,85 millions de téléspectateurs (première diffusion)

### Épisode 6:La Fin du voyage
- États-Unis : 26 juillet 2009 sur HBO
- Québec : 15 novembre 2009 sur Super Écran
- France : 22 décembre 2009 sur Orange Cinémax
- Suisse : 17 octobre 2010 sur TSR1[7]
- Belgique : sur Be TV

- États-Unis : 4 millions de téléspectateurs (première diffusion)

### Épisode 7:Émancipation
- États-Unis : 2 août 2009 sur HBO
- Québec : 22 novembre 2009 sur Super Écran
- France : 22 décembre 2009 sur Orange Cinémax
- Suisse : 17 octobre 2010 sur TSR1[7]
- Belgique : sur Be TV

- États-Unis : 4,27 millions de téléspectateurs (première diffusion)

### Épisode 8:Lassitude du vampire
- États-Unis : 9 août 2009 sur HBO
- Québec : 29 novembre 2009 sur Super Écran
- France : 29 décembre 2009 sur Orange Cinémax
- Suisse : 24 octobre 2010 sur TSR1[8]
- Belgique : sur Be TV

- États-Unis : 4,43 millions de téléspectateurs (première diffusion)

### Épisode 9:Les Condamnés
- États-Unis : 16 août 2009 sur HBO
- Québec : 6 décembre 2009 sur Super Écran
- France : 29 décembre 2009 sur Orange Cinémax
- Suisse : 24 octobre 2010 sur TSR1[8]
- Belgique : sur Be TV

- États-Unis : 4,5 millions de téléspectateurs (première diffusion)

### Épisode 10:Le jour se lève
- États-Unis : 23 août 2009 sur HBO
- Québec : 13 décembre 2009 sur Super Écran
- France : 5 janvier 2010 sur Orange Cinémax
- Suisse : 31 octobre 2010 sur TSR1[9]
- Belgique : sur Be TV

- États-Unis : 5,33 millions de téléspectateurs (première diffusion)

### Épisode 11:Frénésie
- États-Unis : 30 août 2009 sur HBO
- Québec : 20 décembre 2009 sur Super Écran
- France : 5 janvier 2010 sur Orange Cinémax
- Suisse : 31 octobre 2010 sur TSR1[9]
- Belgique : sur Be TV

- États-Unis : 5,19 millions de téléspectateurs (première diffusion)

### Épisode 12:Et si le sauveur n'existait pas
- États-Unis : 13 septembre 2009 sur HBO
- Québec : 27 décembre 2009 sur Super Écran
- France : 5 janvier 2010 sur Orange Cinémax
- Suisse : 7 novembre 2010 sur TSR1[10]
- Belgique : sur Be TV

- États-Unis : 5,11 millions de téléspectateurs (première diffusion)[11]

- Caméo : Charlaine Harris[12]